# Kapela (wieś)
Kapela – wieś w Chorwacji, w żupanii bielowarsko-bilogorskiej, w gminie Kapela. W 2011 roku liczyła 428 mieszkańców.